# 科羅拉多河刺鱥
科羅拉多河刺鱥（學名：Lepidomeda vittata）為輻鰭魚綱鯉形目雅羅魚科的其中一種，被IUCN列為瀕危保育類動物，分布於北美洲美國亞利桑那州的科羅拉多河上游流域，主要特徵為側線鱗片89-105枚，臀鰭有8條鰭條，咽齒1,4-4,1或2,4-4,2，圓形的鼻子，雄魚繁殖期時臀鰭和胸鰭、腹鰭基部淡黃色，體長可達10公分，棲息於沙石底質、快速且通常清澈之小溪與水塘，屬雜食性，由於棲地水量減少及外來種侵入，導致族群數量減少。